# Mistrzostwa Polski w Skokach Narciarskich 1924
5. Mistrzostwa Polski w Skokach Narciarskich – zawody o mistrzostwo Polski w skokach narciarskich, które odbyły się 17 lutego 1924 roku na skoczni na Górze Krzyżowej w Krynicy.
W konkursie o mistrzostwo Polski zwyciężył Henryk Mückenbrunn, srebrny medal zdobył Tadeusz Zaydel, a brązowy - Andrzej Krzeptowski II.

## Wyniki konkursu
| Miejsce | Zawodnik                    | Klub           | Skok | Punkty |
| ------- | --------------------------- | -------------- | ---- | ------ |
| 1.      | Henryk Mückenbrunn          | SNPTT Zakopane | 24,5 | 18,235 |
| 2.      | Tadeusz Zaydel              | SNPTT Zakopane | 15,5 | 15,106 |
| 3.      | Andrzej Krzeptowski II      | SNPTT Zakopane | 13,0 | 14,383 |
| 4.      | Stanisław Gąsienica-Sieczka | Sokół Zakopane | 20,5 | 12,678 |
| 5.      | Eugeniusz Kaliciński        | AZS Kraków     | 20,0 | 12,020 |
| 6.      | Andrzej Krzeptowski I       | SNPTT Zakopane | b.d. | 11,955 |
| 7.      | Franciszek Bujak            | SNPTT Zakopane | b.d. | 11,950 |
| 8.      | Julian Daniec               | Pogoń Lwów     | b.d. | 11,525 |

W konkursie wzięło udział 23 zawodników.